# Jules Barbey d’Aurevilly
Jules Barbey d’Aurévilly (teljes nevén Jules Amédée Barbey d’Aurevilly (Saint-Sauveur-le-Vicomte (Manche megye), 1808. november 2. – Párizs, 1889. április 24.) francia kritikus és regényíró. Ateistából lett hívő katolikus, liberálisból a szabadgondolkodás ellensége. Regényei és novellái borzongató, démoni világot ábrázolnak.

## Életpályája
Párizsban Már 15 éves korában feltűnt Aux héros des Thermopyles című röpiratával. 1846-ban megalapította a Katolikus Társaságot. 1851-től irodalmi cikkeket írt a Pays-be, amelyek éles polemikus hangjukkal és sajátságos stílusukkal feltűnést keltettek. Később része volt a Cassagnac-féle Réveil megalapításában és sokat dolgozott a konzervatív lapokba, pl. a Gil Blas-ba. Mivel korának számos kiváló irodalmárát megtámadta (Zola, Victor Hugo, Flaubert), fokozatosan elszigetelődött. A legtöbb megértést Baudelaire iránt mutatta.

## Főbb írásai
- L’amour impossible (1841)
- Les prophètes du passé. I. de Maistre, de Bonald, François-René de Chateaubriand, Hughes Felicité Robert de Lamennais (1851)
- Une vieille maîtresse (1851)
- L’ensorcelée (1854, 2 kötet)
- Les quarantes médaillons de l’Académie française. Portraits critiques (1863)
- Le chevalier, Des Touches (1864)
- Un prêtre marié (1865, 2 kötet)
- A karmazsin függöny (1874, magyarul 1917)
- Les Diaboliques (1874)
- Goethe et Diderot (1880)
- Histoire sans nom (1882)

### Magyarul
- A karmazsin függöny; ford. Schöpflin Aladár; Nyugat, Budapest, 1917 (Nyugat folyóirat könyvei)
- Az asszony bosszúja. Regény; ford. Polgár Rezső; Szilágyi, Győr, 1920
- A karmazsin függöny / Boldogság a bűnben / Egy asszony bosszúja; ford., utószó Jékely Zoltán; Szépirodalmi, Budapest, 1971 (Olcsó könyvtár)